# Cynkowanie

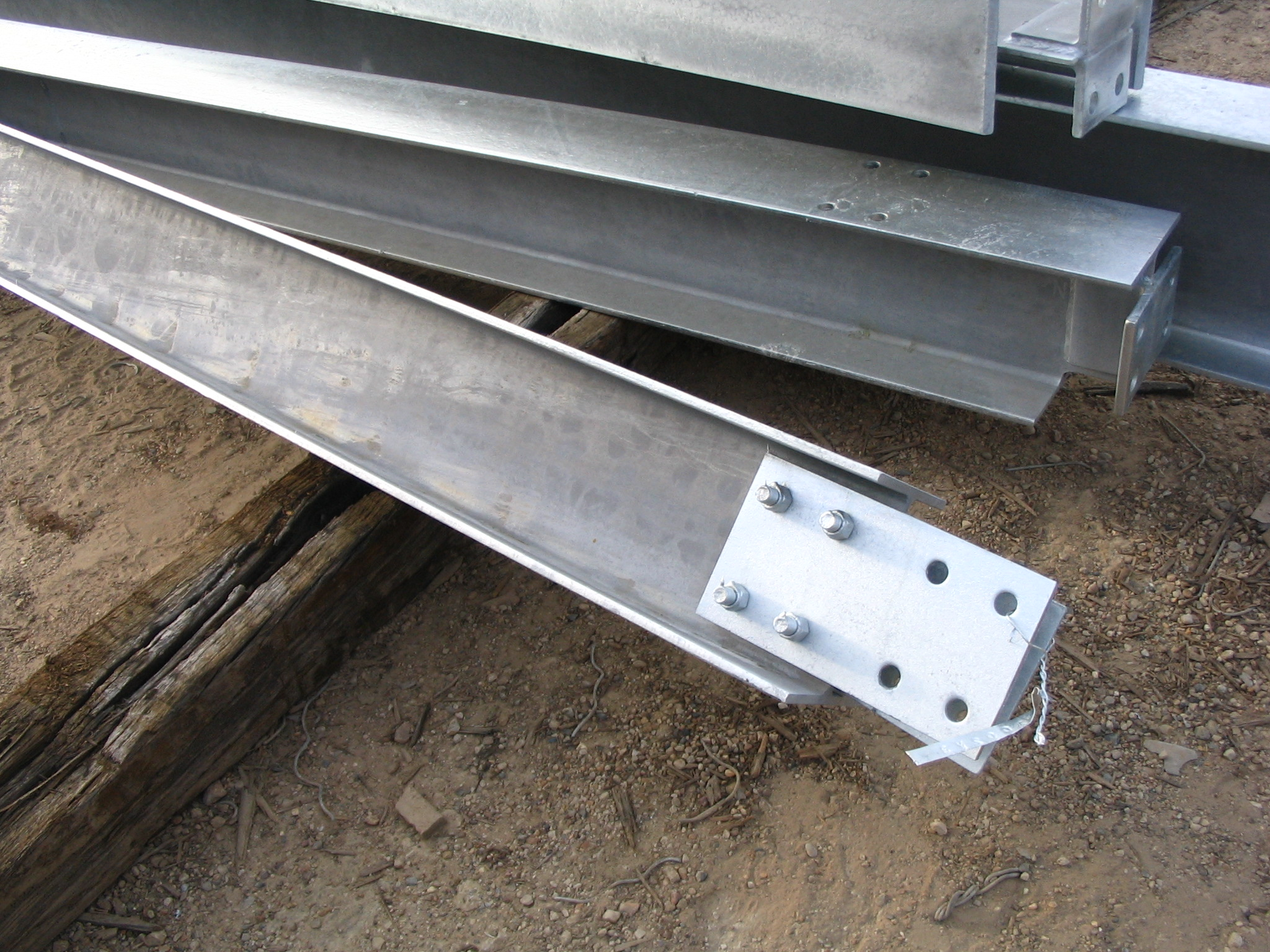
Cynkowane zanurzeniowo elementy konstrukcji stalowych

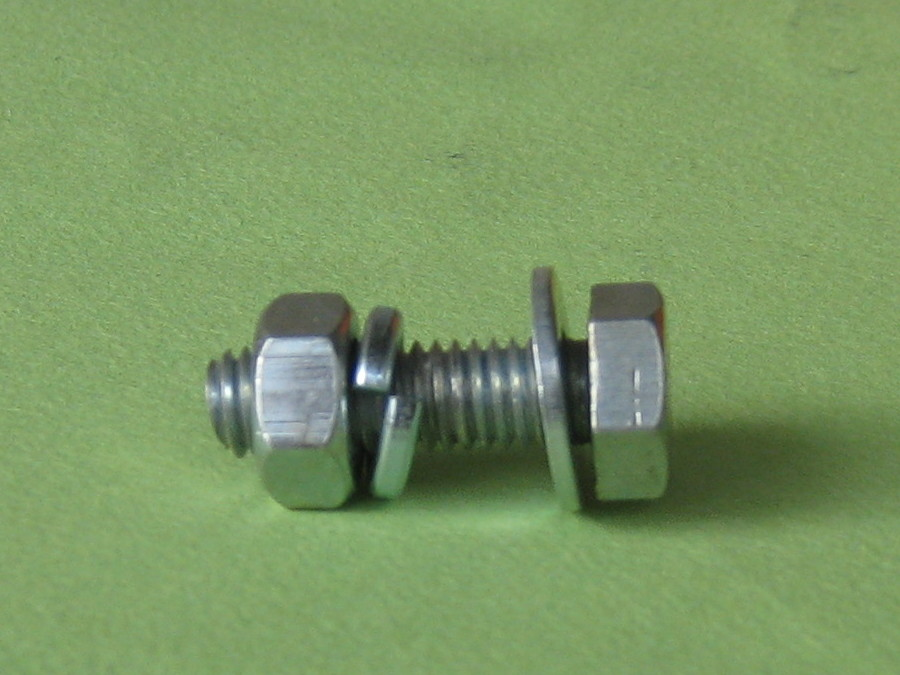
Przykład elementów cynkowanych galwanicznie

Cynkowanie – ogół operacji mający na celu pokrycie powierzchni przedmiotów stalowych cienką, silnie przylegającą powłoką cynku w celu ochrony przed korozją powodowaną działaniem powietrza i wody. Cynkowanie jest stosowane powszechnie w wielu gałęziach gospodarki, m.in. w przemyśle samochodowym, budowlanym, lotniczym.
Powłoka cynkowa wykazuje w warunkach miejskiego środowiska korozyjnego od kilku do kilkunastu razy większą odporność korozyjną od stali nieocynkowanej. Ochronę stali przez powłokę cynkową można podzielić na dwa etapy. W pierwszym etapie powłoka cynkowa jest szczelna i izoluje stal od działania agresywnego środowiska, które mogłoby prowadzić do korozji pokrytego nią elementu. Drugi etap ochrony następuje po zerwaniu ciągłości powłoki. W takim przypadku będzie ona w dalszym ciągu chronić materiał bazowy przed korozją. Zjawisko to nosi nazwę ochrony katodowej. Dzieje się tak, ponieważ potencjał standardowy cynku jest niższy niż potencjał żelaza. W takim układzie żelazo będzie pełniło rolę katody, a cynk rolę anody, na której zajdzie utlenianie. Oznacza to, że niepożądanej korozji będzie poddawana powłoka zamiast chronionego elementu stalowego.  

## Rodzaje cynkowania
- cynkowanie proszkowe – utrzymanie przedmiotu przez kilka godzin w temperaturze 350–400 °C w sproszkowanym cynku zawierającym około 6% tlenku cynku.
- cynkowanie zanurzeniowe (ogniowe), np. proces Sendzimira – zanurzenie przedmiotu w ciekłej kąpieli cynkowej.
- cynkowanie galwaniczne (elektrolityczne)
- cynkowanie natryskowe - zabezpieczania dużych i/lub nieodpornych na wysokie temperatury elementów